# هاله کهکشانی

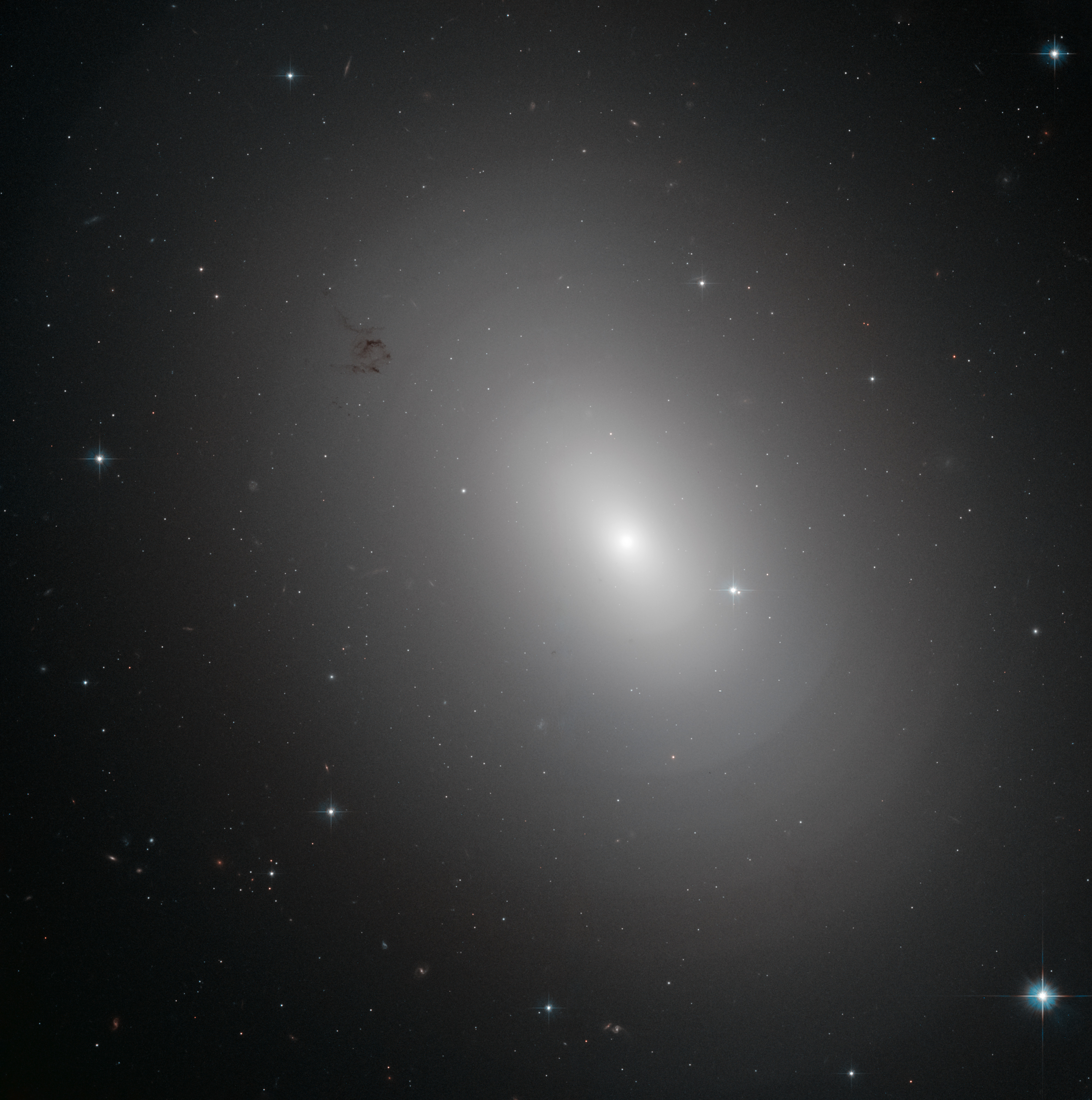
نمایی از کهکشان بیضوی «ان‌جی‌سی ۳۹۲۳» و هالهٔ آن.

هاله کهکشانی یک جزء گسترده و تقریباً کروی یک کهکشان است که فراتر از جزء اصلی و قابل مشاهدهٔ کهکشان گسترش یافته‌است. هاله کهکشان‌ها از چندین جزء مجزا از کهکشان‌ها تشکیل می‌شوند:
- هاله ستاره‌ای
- تاج کهکشانی (گاز داغ، یعنی پلاسما)
- هاله ماده تاریک

تمایز بین هاله و بدنهٔ اصلی کهکشان در کهکشان‌های مارپیچی که شکل کروی هاله در تضاد با دیسک تخت کهکشان است، واضح‌تر است. در کهکشان‌های بیضوی، هیچ انتقال واضحی بین اجزای دیگر کهکشان و هاله وجود ندارد.
هاله‌ها را می‌توان با مشاهدهٔ تأثیر آن‌ها بر عبور نور از اجرام درخشان دوردست مانند اختروش‌هایی که در خط دید فراتر از کهکشان مورد نظر قرار دارند، مورد مطالعه قرار داد.